# Zanthoxylum rhodoxylon
Zanthoxylum rhodoxylon là một loài thực vật có hoa trong họ Cửu lý hương. Loài này được (Urb.) P. Wilson miêu tả khoa học đầu tiên năm 1910.